# Věroslav Bergr
Věroslav Bergr (25. května 1928, Ředice u Lomnice nad Popelkou – 31. října 2022) byl český malíř, grafik a sochař žijící v Praze.

## Životopis
Věroslav Bergr tvořil jako solitér, s výjimkou jeho účasti ve skupině A 59, kterou v uvolňující se atmosféře závěru padesátých let založil spolu s J. Hamplem a dalšími, dnes již zapomenutými výtvarníky M. Křištou, V. Mařatou, B. Zahradilem a O. Fiedlerem. Skupina sice existovala jen krátce, do roku 1965, ale stihla realizovat tři výstavy. První neveřejné setkání, v prvním roce v ateliéru Zahradila v Karlíně, druhou výstavu v roce 1963 na Malé Straně na Novém světě s příznačným názvem Výstava na zdi, třetí v galerii v Ostrově nad Ohří v roce 1965, tehdy s paralelně probíhající výstavou Šmidrů. Přátelství s J. Hamplem, přítelem V. Boudníka, protagonisty jedné z poloh české poválečné abstrakce, přivedlo tehdy Bergra k abstrakci a ke strukturální technice. Akademické vzdělání získal v letech 1958–1963, kdy studoval Art Academy Václava Hollara, kde navázal na studium Ukrajinská akademie v Praze u prof. Ivana Kulce (1950–1958).
V Bergrově tvorbě se přímo odráží jeho životní filozofie a výtvarné postoje. Nepreferuje určitou výrazovou formu, pohybuje se mezi předmětností a abstrakcí; obě polohy se v posledních obrazech ve zvláštní syntéze propojují. Lyrické kompozice krajin střídají v průběhu let fantazijní představy s morálními apely, část jeho díla je pak výtvarnou transpozicí hudby. Od prvotní inspirace „impresionistickou“ hudbou M. Ravela, C. Debussyho a L. Janáčka v obrazech z počátku 50. let směřuje až k přímé reflexi hudby Gustava Mahlera v rozsáhlém mahlerovském cyklu abstraktních strukturálních obrazů z let 1958–1970.
Od poloviny 50. let se Bergr věnoval také dřevěné plastice. Od hledání výrazových možností dřeva v raných abstraktních plastikách dospěl v 60. letech k finální formě figurálních sochařských kompozic, jakýchsi „sochařských etud“. V 70. a 80. letech je nahradily biomorfní dřevěné plastiky, soubory grafik a kresby, které byly reflexí přetrvávající hrozby válečných a ekologických katastrof.
Bergrova volná tvorba má svůj protipól v ilustracích. Především díky ní se stal známým umělcem a uznávaným ilustrátorem. Ilustrační práce souvisí s tvorbou manželky Zdenky Bergrové, s její autorskou poezií i překladatelskou činností. Bergr ilustroval především poezii a lyrickou prózu, kromě českých autorů hlavně ruské prozaiky a francouzské básníky. Ilustroval více než padesát knižních titulů. Od počátku 90. let Bergr opět maloval a ve svých obrazech aktualizoval některá svá původní témata.

### Ceny a ocenění
- 2014 titul Akademik, Mezinárodní akademie Vesuviana, Neapol
- 2014 diplom za zásluhy, Accademia Universale „Gioshe Carducci“, Neapol
- 2014 Cena Gustava Mahlera
- 2010 Mezinárodní asociace kultury a umění Zlatá Chrpa, Francie / zlatá medaile a čestný diplom
- 2007 Euro Pragensis Ars / Cena za celoživotní výtvarnou činnost, především za Mahlerovské téma
- 1998 Evropský kruh Franz Kafka, Praha / ocenění za sochařskou a grafickou činnost

### Členství ve skupinách
- 1990 Unie výtvarných umělců v Praze
- 1959–1965 Skupina A 59

### Publikace
- 2008 Věroslav Bergr, malíř, sochař, grafik, Oftis Ústí nad Orlicí
- 1992 Věroslav Bergr, Astra

### Zastoupení ve sbírkách
- Národní galerie v Praze
- Památník národního písemnictví v Praze
- Galerie hl. m. Prahy
- Galerie moderního umění v Hradci Králové
- Galerie umění Karlovy Vary
- Památník Terezín, Galerie umění
- Galerie umění Lomnice nad Popelkou
- Galerie umění Zirc, Maďarsko
- Galerie umění Krakow, Polsko

### Samostatné výstavy
- 2015 Praha, Galerie Villa Pellé
- 2013 Jihlava, Dům Gustava Mahlera
- 2008 Lomnice nad Popelkou, Muzeum a galerie
- 2006 Lomnice nad Popelkou, Městské muzeum
- 1999 Praha, Na Zátorce
- 1998 Jilemnice, Zámek a galerie
- 1998 Lomnice nad Popelkou, Městské muzeum
- 1997 Havlíčkův Brod, Galerie umění
- 1997 Praha, Jalta
- 1997 Praha, Galerie U Křižovníků
- 1996 Rychnov nad Kněžnou, Zámek
- 1994 Třeboň, Carpio nakladatelství a knihkupectví
- 1990 Terezín, Muzeum
- 1990 Lomnice nad Popelkou, Městské muzeum
- 1989 Praha, Karlov, Muzeum
- 1986 Praha, Galerie D
- 1984 Hradec Králové, Krajská galerie umění
- 1975 Karlovy Vary, Galerie umění
- 1974 Lomnice nad Popelkou, Městské muzeum
- 1970 Ostrov nad Ohří, Galerie umění
- 1969 Praha, Nová síň
- 1969 Písek, Oblastní muzeum
- 1969 Cheb, Galerie umění
- 1966 Praha, Výstaviště, Malá galerie lapidária Národního muzea
- 1966 Benešov, Šímova výstavní síň
- 1964 Praha, Výzkumný ústav estetiky
- 1962 Praha, Výzkumný ústav farmacie
- 1962 Lomnice nad Popelkou, Městské divadlo
- 1959 Praha, divadlo Paradox

### Skupinové výstavy
- 2003 Praha, Národní knihovna, Ilustrace ke knihám Z. Bergrové
- 2002 Svitavy, Současná ilustrační tvorba
- 1998 Praha, Národní muzeum
- 1998 Třeboň, Pražští malíři
- 1998–2001 Havlíčkův Brod, Současná ilustrační tvorba
- 1997 Kladno, Výstava Syndikátu
- 1997 Praha, Galerie Miró
- 1995 Poděbrady, Galerie Regis
- 1995 Praha, Mánes, Obrazy krajinářských inspirací
- 1995–1997 Havlíčkův Brod, Současná ilustrační tvorba
- 1994 Praha, Hosté Hollara
- 1993 Praha, Galerie Lazarská
- 1991 Německo, Tagernsee
- 1991 Německo, Burgwedel
- 1990 Terezín, Památník, Výstava přírůstků
- 1990 Praha, Mánes, Současná česká kniha
- 1988 Praha, Výstaviště, Pražský salon
- 1987 Liberec, Oblastní galerie, Soudobí ilustrátoři klasiků
- 1983 Praha, Středočeská galerie
- 1974 Praha, Galerie U Řečických
- 1968 Praha, Galerie bratří Čapků, Vinohradský salon II
- 1967 Praha, Výstaviště, Pražský salon
- 1967 Benešov, Šímova výstavní síň
- 1967 Praha, Galerie bratří Čapků, Vinohradský salon I
- 1966 Rychnov nad Kněžnou, Zámecká galerie
- 1965 Ostrov nad Ohří, Galerie umění
- 1963 Praha, Nový svět, Výstava na zdi
- 1963 Veselí nad Lužnicí
- 1960 Praha
- 1957 Praha AZKG Vysočany
- 1956 Praha, Meopta Košíře, s výtvarníky NDR